# مجموعه صومعه‌های داوید گارجا
داوید گارجا (گرجی: დავითგარეჯის სამონასტრო კომპლექსი) یک مجموعه‌ای از صومعه‌های ارتدکس گرجی سنگی است که در منطقه کاختی در شرق گرجستان، در دامنهٔ نیمه بیابانی کوه گارجا در لبه فلات ایوری، حدود ۶۰ تا ۷۰ کیلومتر جنوب شرق پایتخت گرجستان، تفلیس قرار دارد. این مجموعه شامل صدها سلول، کلیسا، نمازخانه، سفره‌خانه و محلهٔ زندگی است که داخل صخره‌ها خالی شده‌اند.
بخشی از مجموعه داوید گارجا (صومعه برتوبانی) برروی مرز جمهوری آذربایجان و گرجستان قرار دارد و باعث اختلاف مرزی دو کشور شده‌است. این منطقه همچنین خانه‌ای برای گونه‌های جانوری نادر است و شواهدی از کهن‌ترین سکونت انسان‌ها در منطقه وجود دارد.

## نگارخانه

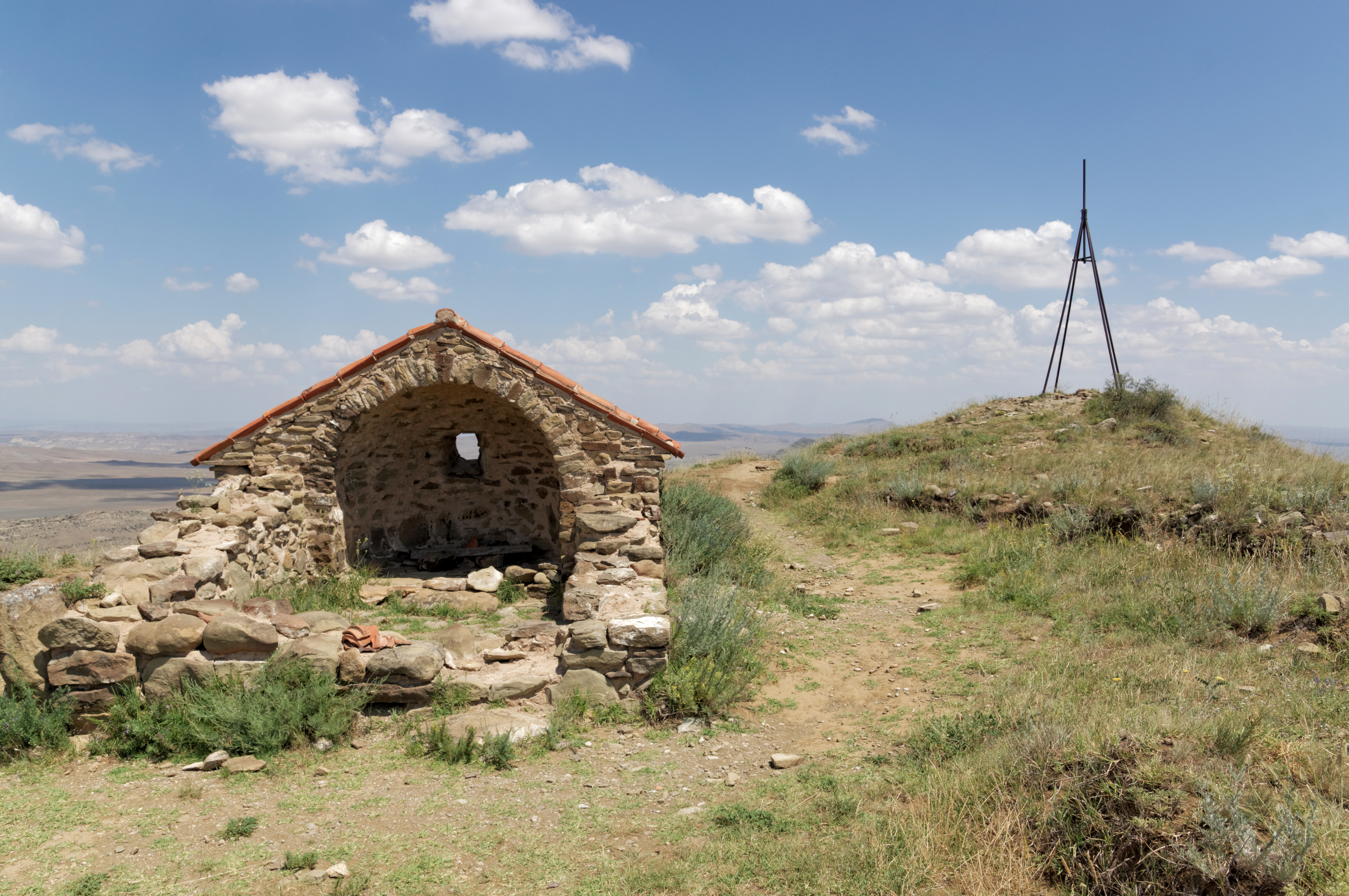
کوه گارجا
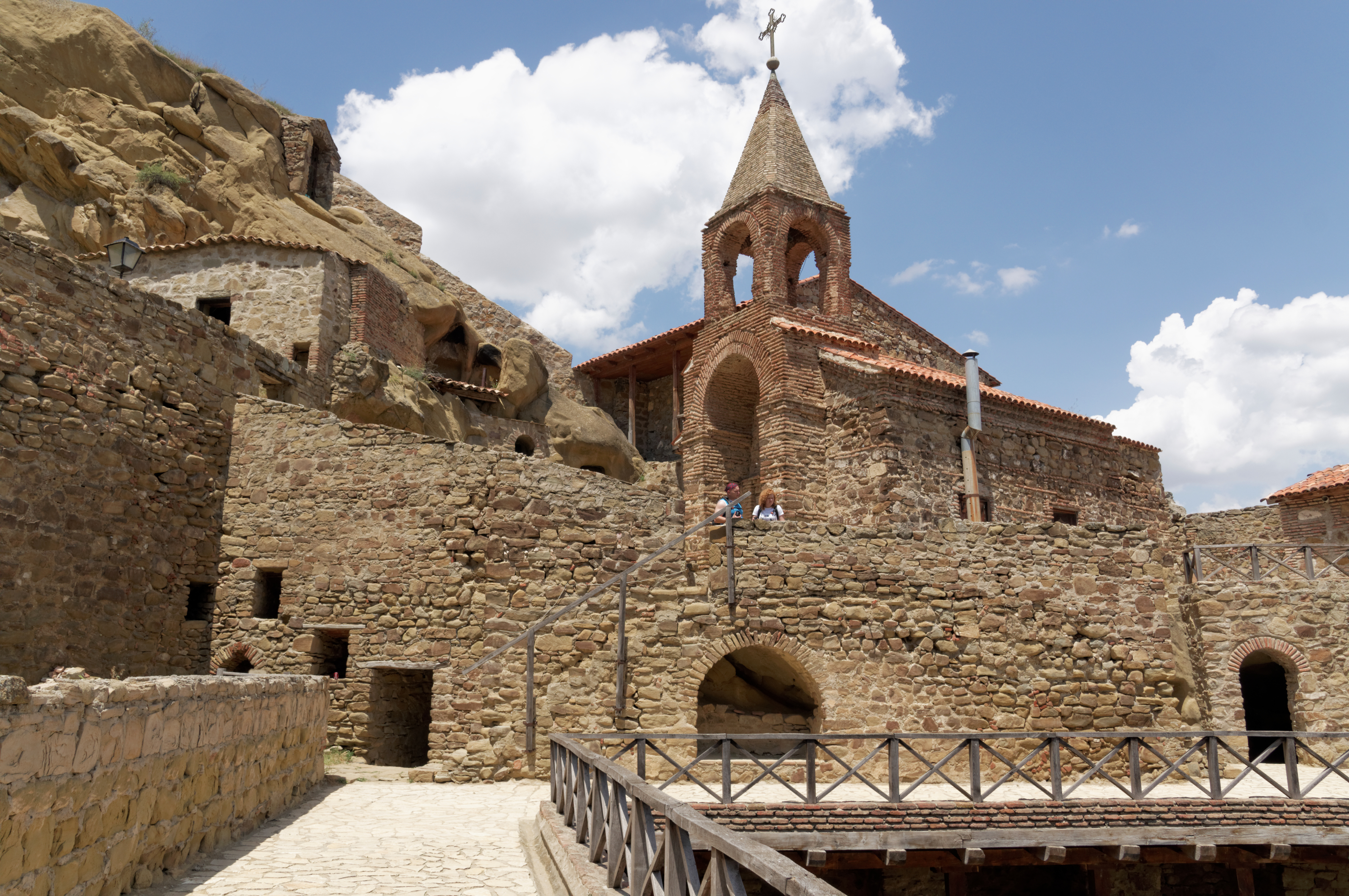
دیوید گارجا لاورا
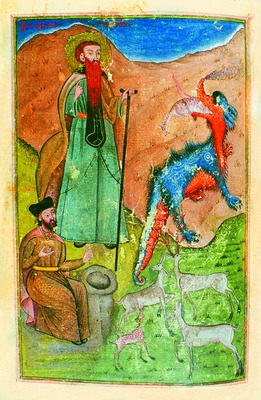
داوید گارجای مقدس، مینیاتور سده هجدهم
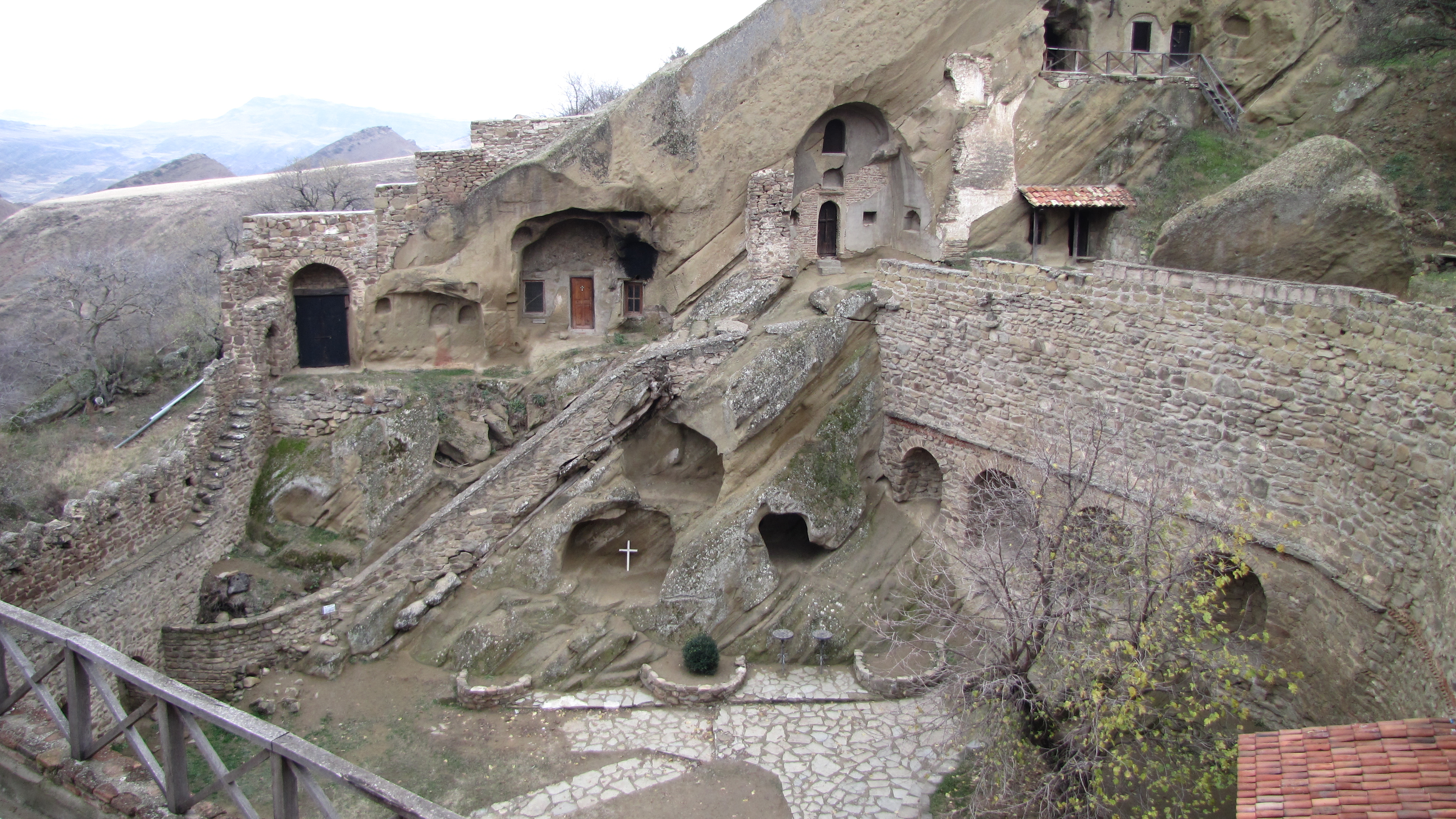
صومعه و غارهای داوید گارجا
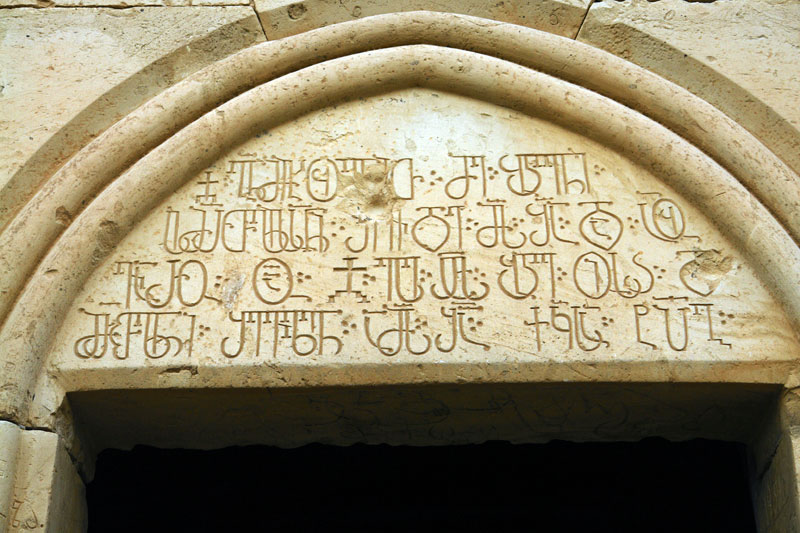
سنگ‌نوشته‌های آسومتاورولی گرجی در ورودی لاورای داوید
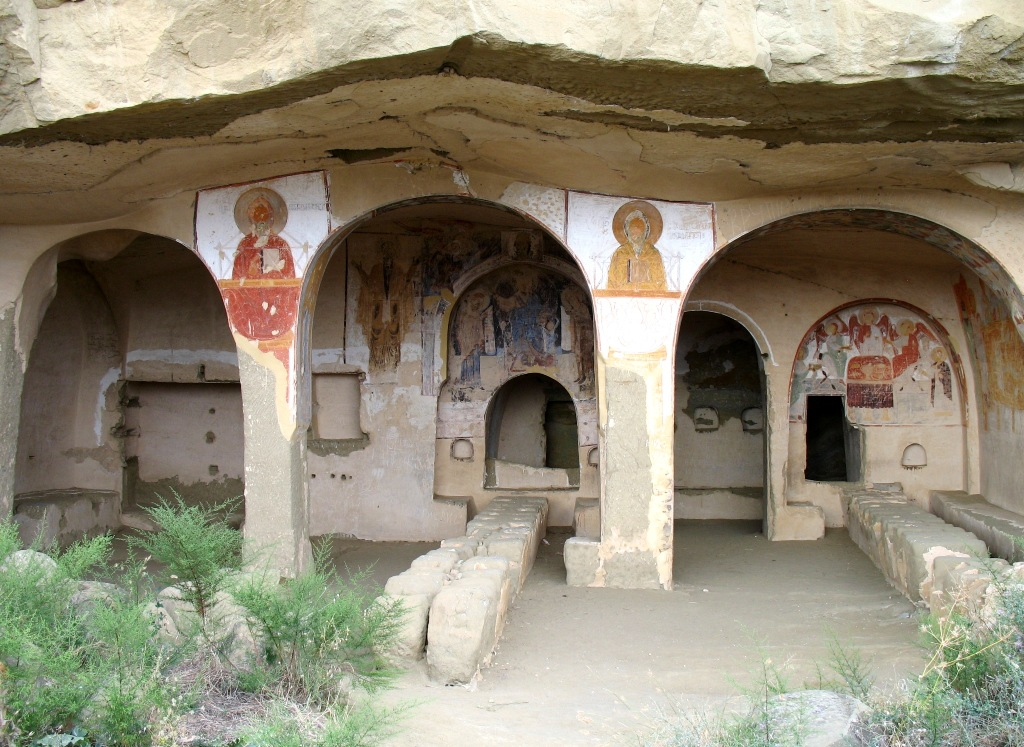
سفره‌خانه